# Genera et Species Orchidearum et Asclepiadearum
Genera et Species Orchidearum et Asclepiadearum (abreviado Gen. Sp. Orchid. Asclep.) es un libro con ilustraciones y descripciones botánicas que fue escrito por el biólogo, naturalista y geólogo neerlaandés Jacob Gijsbertus Samuël van Breda y publicado en 3 fascículos. Describe los géneros de plantas de Indias Orientales Neerlandesas que le eran despachadas desde Batavia.

## Publicación
Fascículos 1-3, cada uno con una descripción de cinco especies distribuidas en 10 páginas y 5 placas (ambas páginas y placas no numeradas): 
- Fasc. n.º 1: [1-10, tt. 1-5]. 18 de noviembre de 1828;
- Fasc. n.º 2: [tt 11-20,. 6-10]. prob. Enero-junio de 1829;
- Fasc. n.º 3: [tt 21-30,. 11-15]. 15 de agosto de 1829